# Dormir soñando
«Dormir soñando» es una canción interpretada por la banda  de rock en español mexicana El Gran Silencio, que fue publicada en su álbum debut de estudio titulado Libres y Locos (1997).

## Antecedentes y significado
La canción fue escrita por Abel Guier (líder de la banda), y la canción toca el tema de la desconexión entre las personas, que a menudo juzgan por las apariencias externas sin intentar comprender lo que realmente  por el otro.
Este tema incluye la grabación de temas que la banda había tocado por años con instrumentos acústicos y una fusión de ritmos como el rock, el ska, la cumbia, el rap y la música norteña.

## Lista de canciones

### CD - Single[5]
| Dormir soñando — Single |                                    |          |  |
| N.º                     | Título                             | Duración |  |
| 1.                      | «Dormir soñando»                   | 3:08     |  |
| 2.                      | «Dormir soñando» (Versión Cumbia)  | 3:33     |  |
| 3.                      | «Dormir soñando» (Versión Norteña) | 3:23     |  |

## Posicionamiento en listas
| Listas (1999)                               | Posición |
| ------------------------------------------- | -------- |
| Estados Unidos Billboard Rock Latin Airplay | 45       |
| México (Top 100)                            | 37       |

## Premios y nominaciones
| Año  | Publicación | País | Lista                                 | Puesto |
| ---- | ----------- | ---- | ------------------------------------- | ------ |
| 2006 | Alborde     | EUA  | 500 canciones del Rock Iberoamericano | 232°   |